# Randy Black
Pour les articles homonymes, voir Black.
Randy Black est un ancien pilote de rallyes canadien.

## Biographie
Originaire de Colombie-Britannique, il a longtemps vécu à Oakville (Ontario), et réside désormais  à Mississauga (ON), ville de la banlieue de Toronto où il dirige la société Automotive Alternatives Inc (comme équipementier automobile).
Il débuta la compétition automobile réellement en 1971 en championnat national canadien, sur Datsun 1600SSS avec son frère Jim (utilisant parfois aussi une Subaru GL, comme lors du P.O.R. WRC de 1973 où il abandonna).
Ken Humphrey (de London (Ontario)) fut également son copilote une partie de la saison 1982, après l'obtention de son premier titre national.

## Palmarès
- Double Champion du Canada des rallyes: 1981 (copilote Bob Lee), et  1983 (copilote alors l'expérimenté Tom Burgess (de Tampa (Floride), déjà antérieurement vainqueur à cinq reprises du championnat canadien de 1977 à 1982, avec Taisto Heinonen pour pilote, et du Thunderbird Rally US en 1963 et 1971 cette fois personnellement  comme pilote) (Team Datsun Canada 200SX).

### Quelques victoires et places d'honneurs notables
- Rallye de la Baie des Chaleurs: 1982 en sport et 1983 (avec les deux fois Tom Burgess, sur Datsun 510);
- Rallye Perce-Neige: 1983 (copilote encore Tom Burgess, sur Datsun 510);
- Ontario Winter Rally: 1983 (copilote Tom Burgess, sur Datsun 510);
  - 2e du rallye Sno*Drift en 1981;
  - 2e du rallye Pacific Forest en 1982;
  - 2e du Susquehannock Trail PRO Rally US en 1982;
  - 14e du rallye de Rideau Lakes WRC en 1974 (sur Datsun 1600SSS, avec Tom Burgess).

## Distinctions
- Grand Maître des Rallyes du Canada (2880 pts (>2000)).